# Autozomna dominantna policistična bolest bubrega
Autozomna dominantna policistična bolest bubrega (skraćeno ADPKD) je dominantno nasledni poremećaj koji se karakteriše cističnom dilatacijom svih delova nefrona. Pored cista u bubrezima, one se mogu pojaviti i u jetri, gušterači i drugim organima. Klinički može dugo da bude asimptomatska ili da se manifestuje već na rođenju. ADPKD je sistemski poremećaj koji može imati početak u odrasloj dobi ili intrauterino.
Uvećanje bubrega kod ovih bolesnika dovodi do pomeranja drugih organa u trbušnoj šupljini, a znatnim uvećanjem bubrega bolesnici sa ADPKD-om izgledaju hronično trudni.  Ovi pacijenti čine oko 10% bolesnika sa završnim stadijumom hronična (terminalna) bubrežna insuficijencija.

## Epidemiologija
Incidenca ADPKD je 1 : 200 — 1.000. Ako je jedan od roditelja zahvaćen, rizik po potomke de će oboleti od ADPKD je 50 — 100%. 
U 6 — 12% slućajeva bolest se završava terminalnom hroničnom bubrežnom insuficijencijom i transplantaciojom bubrega. 
Bolest je često često praćena aneurizme na moždanim krvnim sudovima kao posledica hipertenzije, kao i moždanim udarom koji je znatno češći nego kod zdrave populacije. 
Kod pacijenata koji požive u dužem periodu, u kasnijem životnom dobu javlja se hronična (terminalna) bubrežna insuficijencija (skraćeno HBI) koja se leči hemodijalizom i transplantacijom bubrega (kod 2% ≤ 40 godina i 50% ≥ 60 godina). 
ADPKD se može javiti i intaruterinao sa Poterrovim sindromom ii tada fetus umire zbog hipolazije pluća. 

## Etiopatogeneza
ADPKD bolesnici su genetski heterozigotni. Postoje dva poznata gena koja su uključena u ADPKD. 
- PKD1 gen, otkriven 1994., koji se nalazi na kratkom kraku 16. hromozoma i produkuje policistin 1, transmembranski glikoprotein sa N-terminalnim izvanćelijskim krajem, a funkcioniše kao mehanosenzor;
- PKD2 gen, otkriven 1996., koji se nalazi se na dugom kraku 4. hromozoma, produkuje manji glikoprotein, policistin 2, koji ima ulogu u transportu kalcijuma.

PKD1 mutacija se nalazi kod 85% oboljelih, dok se PKD2 mutacija nalazi kod ostalih 15%,
Fenotipovi povezani s ADPKD-om pokazuju visoki stepen varijabilnosti u početku bolesti, stadijumu hronične bubrežne insuficijencije, bolesti jetre i ostalih ekstrarenalnih manifestacija. To se može pripisati genetskoj i aleličnoj heterogenosti i uticaju okoline.
S obzirom na genetsku heterogenost poznato je da se PKD1 mutacije povezuju s težim oblikom bolesti, uključujući mlađi uzrast u dijagnozi, povećanu pojavu hipertenzije i raniji početak terminalne hronične bubrežne insuficijencije, nego mutacije PKD2 gena.
Studije pokazuju da težina ADPKD-a zavisi o ekspresivnosti gena. Pretpostavlja se da su potpuna penetracija homozigotnih mutacija PKD1 ili PKD2 letalne u embrionalnom periodu.  Nepotpuna penetracija homozigotnog PKD1 ili PKD2 alela je povezana s teškim fenotipom, dok je heterogena nasljednost istih alela povezana s blagom cističnom bolešću.
Većina mutacija proizvodi skraćene proteinske delove zbog besmislene mutacije ili pomeranja čitanja okvira; delecije i insercije.

## Klinička slika
Uobičajeni simptom kod ADPKD-a su:
- jednostrani obostrani slabinski (lumbalni) bol koji smanjuje bolesniku kvalitetživota. Retko, neki imaju potrebu za upotrebu lekova za suzbijanje bola.
- abdominalna distenzija i rani osećaj sitosti zbog kompresije gastrointestinalnih organa u okolini bubrega,
- hematurija,
- infekcije urinarnog trakta,
- infekcije renalnih cisti i
- nefrolitijaza.

Klinička slika po organskim sistemima može se podeliti na bubrežne (renalne) i vanbubrežne (ekstrarenalne) manifestacije:
| Bubrežne manifestacija | Vanbubrežne manifestacije |
| --- | --- |
| - Renalne ciste - Benigni tumori - Karcinom svetlih ćelija - Hematurija / Hemoragija - Akutni i hronični bol - Infekcije urinarnog trakta - Nefrolitijaza - Nefromegalija - Bubrežna insuficijencija | Gastrointestinalne - Ciste jetre - Ciste gušterače - Divertikuloza - Kongenitalna hepatička fibroza (retko) - Holangiokarcinom Kardiovaskularne - Anomalije srčanih zalistaka - Intrakranijalna aneurizma - Torakalna i abdominalna aneurizma Ostali organski sistemi - Ciste ovarija - Arahnoidalne ciste (rijetko) - Pinealne ciste (retko) - Ciste slezene (retko) |

## Dijagnoza
Uprkos konstantnom povećanju saznanja o genetici i naslednim bolestima, selekcija i dijagnoza se zasnivaju na radiološkim kriterijima prema starosti, poorodičnoj istoriji bolesti i broju cista kod pojedinaca. 
Ultrazvuk je jeftina i sigurna metoda za dijagnozu i selekciju osoba koje imaju ADPKD ka se uz pomoć ove metode postavlja sa velikom verovatnoćom 
Klinička slika koristi se u prepoznavanju osobe s PKD-om su: proteinurija, hematurija, dijastolni pritisak veći od 90 mmHg i višestruka primena antihipertenziva. . 
Nakada su se dijagnostički kriterijumi zasnivali na pacijentima sa nasednom mutacijom PKD1. U 2009. kriteriji su modifikovani kako bi uključili pacijente s mutacijom PKD2 koji u kasnijem uzrastu razvijaju manji broj cista i rizične odrasle osobe s nepoznatim genetskim tipom. 
U skladu s tim, kod mlađih ispitanika (15-29 godina) koji su izloženi riziku zbog bolesti u prvom kolenu, 3 ciste u oba bubrega su dovoljne za dijagnozu, dok kod starijih ispitanika, kod kojih je česta pojava jednostavnih cista, 4 ili više cista su potrebne za dijagnozu ADPKD-a. 
Važno je napomenuti da se ti jedinstveni kriterijumi odnose samo na bolesnike sa pozitivnom porodičnom istorijom ADPKD-a, što isključuje oko 10-15% mogućih slučajeva ADPKD-a koji nemaju porodičnu istoriju ADPKD-a.  Pozitivna porodična istorij amože biti odsutna zbog novih mutacija, mozaika, blage bolesti iz PKD2 ili nedostupnosti roditeljske medicinske evidencije (25). U ovom slučaju, bolesnik sa obostrano uvećanim bubrezima i bezbrojnim cistima, bez drugih nalaza koji upućuju na drugačiju cističnu bolest, najverovatnije ima ADPKD. 

## Diferencijalna dijagnoza
Uporedna genetika, klinička i radiološka slika karakteristična za ADPKD i ARPKD.
| Stanje | Genetika                                      | Klinička i patološka slika | Radiološka slika |
| ------ | --------------------------------------------- | --- | --- |
|        | (6p12): fibrocistin / poliduktin              | Bubrezi - oligurija, - dilatacija sabirnih kanalića Pluća - hipoplazija Jetra - PH zbog CHF, - dilatacija žučnih vodova                                 | - Ehogeni bubrezi sa cistama tubula, većinom u meduli bubrega. - Periportalni edem i fibroza jetre, dilatacija intra i ekstrahepatičnih žučnih vodova |
|        | (16p13,3): policistin-1, (4q22): policistin-2 | Bubrezi - kortikalne i medularne ciste Jetra - ciste jetre Ostali organi - ciste ostalih organa (npr pankreasa), - vaskularne abnormalnosti (aneurizme) | - U početku bubrezi normalne veličine s nekoliko okruglih cisti. - Ciste jetre i ostalih abdominalnih organa kod odraslih                             |

## Prognoza
Autozomna dominantna policistična bolest bubrega je teško zdravstveno stanje koje može pogoditi osobe bilo kojeg životnog uzrasta. 
Bitno narušava kvalitet života jer je potrebna stalna kontrola stanja, posebno hipertenzije sa ciljem štodužeg odganja zadnjeg stadijuma terminalnog hroničnog bubrežnog zastoja. 
Više od polovine pacijenata sa autozomno dominantnim policističnom bolest bubrega podvrgava se postupku dijalize, odnosno transplantacije bubrega.

## Prevencija
Prenatalna dijagnostika, kao deo genetskog informisanja, pruža mogućnost rane prenatalne dijagnoze bolesti i omogućava objektivno genetsko savetovanje roditelja. Ovo savetovanje traba da omogući roditeljima da nakon dobijenih iscrpnih informacija, donesu odgovornu odluku o daljoj sudbini ploda, u skladu sa njihovim etičkim, verskim i drugim stavovima i interesima deteta.

## Literatura
- Nedima ATIĆ, Izeta SOFTIĆ, Jasminka TVICA (2007). „Anomalije urinarnog trakta u djece”. Pedijatrija Danas. 3 (2): 149—163.

## Spoljašnje veze
- :  (језик: енглески)
- : Genes and Disease (језик: енглески)

|  | Molimo Vas, obratite pažnju na važno upozorenje u vezi sa temama iz oblasti medicine (zdravlja). |